# 2009-es U21-es labdarúgó-Európa-bajnokság
A 2009-es U21-es labdarúgó-Európa-bajnokság a 17. kiírása a tornának, melyet 2009. június 15. és június 25. között rendeznek meg Svédországban.
A torna selejtezősorozata 2007. május 31-én kezdődött. A házigazda Svédországot 2009 júniusában választották ki, melynek csapata így automatikusan résztvevő. Az 52 UEFA tagországból 51 indult a selejtezőkben, beleértve Montenegrót és Szerbiát is, akik először szerepeltek külön a sorozatban. Andorra nem vett részt az eseményen.
A tornán az 1986. január 1. után született játékosok vehetnek részt.

## Résztvevők
| - Anglia - Fehéroroszország - Finnország - Németország | - Olaszország - Spanyolország - Svédország (házigazda) - Szerbia |

## Helyszínek
| Város       | Helyszín          | Befogadóképesség |
| ----------- | ----------------- | ---------------- |
| Malmö       | Malmö New Stadion | 21 000           |
| Göteborg    | Gamla Ullevi      | 16 700           |
| Helsingborg | Olympia           | 12 000           |
| Halmstad    | Örjans Vall       | 08000            |

## Játékvezetők
| Európa - Peter Rasmussen - Tony Chapron - Björn Kuipers - Pedro Proença - Claudio Circhetta - Cüneyt Çakır |

## Eredmények
Minden időpont helyi idő szerinti. (CEST)

### Csoportkör

#### A csoport
| Csapat           | M | Gy | D | V | Rg | Kg | Gk | P |
| ---------------- | - | -- | - | - | -- | -- | -- | - |
| Olaszország      | 3 | 2  | 1 | 0 | 4  | 2  | +2 | 7 |
| Svédország       | 3 | 2  | 0 | 1 | 9  | 4  | +5 | 6 |
| Szerbia          | 3 | 0  | 2 | 1 | 1  | 3  | –2 | 2 |
| Fehéroroszország | 3 | 0  | 1 | 2 | 2  | 7  | –5 | 1 |

| 2009. június 16. 18:15 (CEST) | Svédország                                            | 5 – 1                 | Fehéroroszország | Malmö New Stadion, Malmö Nézőszám: 14 623 Játékvezető: Circhetta (svájci) |
| 2009. június 16. 18:15 (CEST) | Martinovics 34' (öngól) Berg 38' 44' 81' Svensson 89' | (3 – 1) (Jegyzőkönyv) | Kiszljak 33'     | Malmö New Stadion, Malmö Nézőszám: 14 623 Játékvezető: Circhetta (svájci) |

| 2009. június 16. 20:45 (CEST) | Olaszország   | 0 – 0 | Szerbia | Olympia, Helsingborg Nézőszám: 7158 Játékvezető: Proença (portugál) |
| 2009. június 16. 20:45 (CEST) | (Jegyzőkönyv) |       |         | Olympia, Helsingborg Nézőszám: 7158 Játékvezető: Proença (portugál) |

| 2009. június 19. 16:00 (CEST) | Svédország   | 1 – 2                 | Olaszország                                 | Olympia, Helsingborg Nézőszám: 11 618 Játékvezető: Chapron (francia) |
| 2009. június 19. 16:00 (CEST) | Toivonen 89' | (0 – 1) (Jegyzőkönyv) | Balotelli 23' Acquafresca 53' Balotelli 38′ | Olympia, Helsingborg Nézőszám: 11 618 Játékvezető: Chapron (francia) |

| 2009. június 19. 18:15 (CEST) | Fehéroroszország | 0 – 0 | Szerbia | Malmö New Stadion, Malmö Nézőszám: 3313 Játékvezető: Çakır (török) |
| 2009. június 19. 18:15 (CEST) | (Jegyzőkönyv)    |       |         | Malmö New Stadion, Malmö Nézőszám: 3313 Játékvezető: Çakır (török) |

| 2009. június 23. 20:45 (CEST) | Szerbia                                   | 1 – 3                 | Svédország                          | Malmö New Stadion, Malmö Nézőszám: 19 820 Játékvezető: Proença (portugál) |
| 2009. június 23. 20:45 (CEST) | Kačar 27' Tomović 14′, 45+3′ Petković 68′ | (1 – 3) (Jegyzőkönyv) | Berg 7' 15' (11-esből) Toivonen 29' | Malmö New Stadion, Malmö Nézőszám: 19 820 Játékvezető: Proença (portugál) |

| 2009. június 23. 20:45 (CEST) | Fehéroroszország | 1 – 2                 | Olaszország                      | Olympia, Helsingborg Nézőszám: 3014 Játékvezető: Circhetta (svájci) |
| 2009. június 23. 20:45 (CEST) | Kiszljak 45'     | (1 – 1) (Jegyzőkönyv) | Acquafresca 45+3' (11-esből) 75' | Olympia, Helsingborg Nézőszám: 3014 Játékvezető: Circhetta (svájci) |

#### B csoport
| Csapat        | M | Gy | D | V | Rg | Kg | Gk | P |
| ------------- | - | -- | - | - | -- | -- | -- | - |
| Anglia        | 3 | 2  | 1 | 0 | 5  | 2  | +3 | 7 |
| Németország   | 3 | 1  | 2 | 0 | 3  | 1  | +2 | 5 |
| Spanyolország | 3 | 1  | 1 | 1 | 2  | 2  | 0  | 4 |
| Finnország    | 3 | 0  | 0 | 3 | 1  | 6  | –5 | 0 |

| 2009. június 15. 18:15 (CEST) | Anglia                                    | 2 – 1                 | Finnország           | Örjans Vall, Halmstad Nézőszám: 6828 Játékvezető: Çakır (török) |
| 2009. június 15. 18:15 (CEST) | Cattermole 15' Richards 53' Mancienne 31′ | (1 – 1) (Jegyzőkönyv) | Sparv 33' (11-esből) | Örjans Vall, Halmstad Nézőszám: 6828 Játékvezető: Çakır (török) |

| 2009. június 15. 20:45 (CEST) | Spanyolország | 0 – 0 | Németország | Gamla Ullevi, Göteborg Nézőszám: 15 827 Játékvezető: Chapron (francia) |
| 2009. június 15. 20:45 (CEST) | (Jegyzőkönyv) |       |             | Gamla Ullevi, Göteborg Nézőszám: 15 827 Játékvezető: Chapron (francia) |

| 2009. június 18. 18:15 (CEST) | Németország             | 2 – 0                 | Finnország | Örjans Vall, Halmstad Nézőszám: 6011 Játékvezető: Rasmussen (dán) |
| 2009. június 18. 18:15 (CEST) | Höwedes 59' Dezsága 61' | (0 – 0) (Jegyzőkönyv) |            | Örjans Vall, Halmstad Nézőszám: 6011 Játékvezető: Rasmussen (dán) |

| 2009. június 18. 20:45 (CEST) | Spanyolország | 0 – 2                 | Anglia                  | Gamla Ullevi, Göteborg Nézőszám: 16 123 Játékvezető: Kuipers (holland) |
| 2009. június 18. 20:45 (CEST) |               | (0 – 0) (Jegyzőkönyv) | Campbell 67' Milner 73' | Gamla Ullevi, Göteborg Nézőszám: 16 123 Játékvezető: Kuipers (holland) |

| 2009. június 22. 20:45 (CEST) | Finnország | 0 – 2                 | Spanyolország               | Gamla Ullevi, Göteborg Nézőszám: 8093 Játékvezető: Kuipers (holland) |
| 2009. június 22. 20:45 (CEST) |            | (0 – 1) (Jegyzőkönyv) | Torrejón 29' Pedro León 55' | Gamla Ullevi, Göteborg Nézőszám: 8093 Játékvezető: Kuipers (holland) |

| 2009. június 22. 20:45 (CEST) | Németország | 1 – 1                 | Anglia      | Örjans Vall, Halmstad Nézőszám: 7414 Játékvezető: Rasmussen (dán) |
| 2009. június 22. 20:45 (CEST) | Castro 5'   | (1 – 1) (Jegyzőkönyv) | Rodwell 30' | Örjans Vall, Halmstad Nézőszám: 7414 Játékvezető: Rasmussen (dán) |

### Egyenes kieséses szakasz
|  |                          |             |           |                    |   |             |             |       |
|  | Elődöntők                | Elődöntők   | Elődöntők |                    |   | Döntő       | Döntő       | Döntő |
|  | Elődöntők                | Elődöntők   | Elődöntők |                    |   | Döntő       | Döntő       | Döntő |
|  | június 26. – Helsingborg |             |           |                    |   |             |             |       |
|  |                          |             |           |                    |   |             |             |       |
|  | Olaszország              | Olaszország | 0         |                    |   |             |             |       |
|  | Olaszország              | Olaszország | 0         | június 29. – Malmö |   |             |             |       |
|  | Németország              | Németország | 1         |                    |   |             |             |       |
|  | Németország              | Németország | 1         |                    |   | Németország | Németország | 4     |
|  | június 26. – Göteborg    |             |           |                    |   | Németország | Németország | 4     |
|  |                          |             | Anglia    | Anglia             | 0 |             |             |       |
|  | Anglia                   | Anglia      | Anglia    | Anglia             | 0 | 3 (5)       |             |       |
|  | Anglia                   | Anglia      |           |                    |   |             |             |       |
|  | Svédország               | Svédország  | 3 (4)     |                    |   |             |             |       |
|  | Svédország               | Svédország  | 3 (4)     |                    |   |             |             |       |
|  |                          |             |           |                    |   |             |             |       |

#### Elődöntők
| 2009. június 26. 18:00 (CEST) | Anglia                                                       | 3 – 3                 | Svédország                | Gamla Ullevi, Göteborg Nézőszám: 16 385 Játékvezető: Çakır (török) |
| 2009. június 26. 18:00 (CEST) | Cranie 1' Onuoha 27' Bjärsmyr 38' (öngól) Campbell 84′, 104′ | (3 – 0) (Jegyzőkönyv) | Berg 68' 81' Toivonen 75' | Gamla Ullevi, Göteborg Nézőszám: 16 385 Játékvezető: Çakır (török) |

|                                              |       | 11-esekkel                                |  |
| Milner Hart Cattermole Johnson Walcott Gibbs | 5 – 4 | Berg Elm Bjärsmyr Lustig Bengtsson Molins |  |

| 2009. június 26. 20:45 (CEST) | Olaszország | 0 – 1                 | Németország | Olympia, Helsingborg Nézőszám: 8094 Játékvezető: Proença (portugál) |
| 2009. június 26. 20:45 (CEST) |             | (0 – 0) (Jegyzőkönyv) | Beck 48'    | Olympia, Helsingborg Nézőszám: 8094 Játékvezető: Proença (portugál) |

#### Döntő
| 2009. június 29. 20:45 (CEST) | Németország                        | 4 – 0                 | Anglia | Malmö New Stadion, Malmö Nézőszám: 18 769 Játékvezető: Kuipers (holland) |
| 2009. június 29. 20:45 (CEST) | Castro 23' Özil 48' Wagner 79' 84' | (1 – 0) (Jegyzőkönyv) |        | Malmö New Stadion, Malmö Nézőszám: 18 769 Játékvezető: Kuipers (holland) |

| 2009-es U21-es labdarúgó-Európa-bajnokság bajnoka: |
| -------------------------------------------------- |
| NÉMETORSZÁG 1. cím                                 |

## Gólszerzők
| 7 gólos - Marcus Berg 3 gólos - Robert Acquafresca - Ola Toivonen 2 gólos - Szerhej Kiszljak - Gonzalo Castro - Sandro Wagner 1 gólos - Fraizer Campbell - Lee Cattermole - Martin Cranie - James Milner - Nedum Onuoha - Micah Richards - Jack Rodwell | 1 gólos (folyt.) - Tim Sparv - Andreas Beck - Askán Dezsága - Benedikt Höwedes - Mesut Özil - Mario Balotelli - Pedro León - Marc Torrejón - Gojko Kačar - Gustav Svensson Öngól - Alekszandr Martinovics (Svédország ellen) - Mattias Bjärsmyr (Anglia ellen) |

## Külső hivatkozások
- A 2009-es U21-es labdarúgó-Európa-bajnokság hivatalos honlapja (angolul)
- A torna a Svéd Labdarúgó-szövetség honlapján (svédül)